# Чмикос
Чми́кос (пол. Czmykos) — село в Україні, у Вишнівській сільській громаді Ковельського району Волинської області. Населення становить 325 осіб.

## Історія
За переказами старожилів, село заснував пан Чмиховський, що проживав тут під кінець 18 ст. Такі дані дав Градюк Микола- найстаріший житель села Чмикос. Інші селяни розповідають що село носить таку назву в честь загибелі на місці села козака Чмика, що бився проти панів.
Декілька століть тому село належало польським магнатам. Населення займалось землеробством. Жителі були кріпаками, казенними селянами.
В селі жили бідно. Хто мав землю, то ще якось господарював. А хто ні то ішов в найми до пана.
Після земельної реформи дозволили всій сільській громаді переходити на хутори і ставати власниками своєї землі. Так утворились хутори: Придатки, Городище, Криві нивки, Березина, Хропотове. Ці землі були не родючі. Але люди розжилися на худобу, добре удобрювали землі, то й мали не погані врожаї.
На Кольонії жили поляки. Вони мали свою школу, в яку ходили і діти із села. Серед поляків жилося декілька і українських сімей.
В 1939 році прийшла радянська влада. Почали організовувати колгосп. Здавали реманент, коні.
У 1949—1950 р. влада постановила звести хутори до села. Комсомольський актив приходив до господаря, зривав солому з даху. Люди були змушені перевозити хати і клуні знов до села. Частину будівель забирали до колгоспу. Всі працювали на колгоспній землі. Крім цього кожен мав невеликий наділ землі для власного господарювання.

## Населення
Згідно з переписом УРСР 1989 року чисельність наявного населення села становила 369 осіб, з яких 172 чоловіки та 197 жінок.
За переписом населення України 2001 року в селі мешкало 317 осіб.

### Мова
Розподіл населення за рідною мовою за даними перепису 2001 року:
| Мова       | Відсоток |
| ---------- | -------- |
| українська | 99,38 %  |
| російська  | 0,62 %   |